# 普里塞亞卡鄉
44°30′N 24°26′E / 44.500°N 24.433°E
普里塞亞卡鄉（羅馬尼亞語：Comuna Priseaca, Olt），是羅馬尼亞的鄉份，位於該國南部，由奧爾特縣負責管轄，處於布加勒斯特以西130公里，每年平均降雨量962毫米，海拔高度216米，2007年人口1,886。